# Makoto Teguramori
Makoto Teguramori (Gonohe, 14 de novembro de 1967) é um ex-futebolista e treinador japonês.

## Seleção
Makoto Teguramori comandará o elenco da Seleção Japonesa de Futebol nas Olimpíadas de 2016. ele dirigiu por cinco anos a equipe do Vegalta Sendai